# Shudder to Think
Shudder to Think was een Amerikaanse posthardcoreband. De band werd opgericht in 1986 in Washington D.C. door Craig Wedren, Chris Matthews, Stuart Hill en Mike Russell. De band werd vanwege de herkomst en de focus van het label Dischord Records vaak in het posthardcore-genre ingedeeld, maar maakte muziek met vele invloeden, zoals pop, jazz en glamrock. Shudder to Think nam soundtracks op voor verschillende (onafhankelijke) films.
Gitarist Nathan Larson's vrouw Nina Persson (The Cardigans) nam met haar soloproject A Camp twee albums op. Larson maakt deel uit van de vaste bezetting van de groep. Ook Shudder to Think's drummer Kevin March leverde een belangrijke bijdrage aan beide albums.

## Bezetting
De band maakte gedurende zijn bestaan een aantal wisselingen in de bezetting door.
- Craig Wedren - zang, gitaar (1986–1998, 2007–2009)
- Stuart Hill - basgitaar (1986–1998)
- Chris Matthews - gitaar (1986–1992)
- Mike Russell - drums (1986–1992)
- Nathan Larson - gitaar (1992–1998, 2007–2008)
- Adam Wade - drums (1992–1996, 2008-2013)
- Kevin March - drums (1996–1998, 2007–2009)
- Mark Watrous - gitaar (2007–2009)
- Jesse Krakow - basgitaar (2007–2009)

## Discografie

### Studioalbums
- Curses, spells, voodoo, mooses, 1989
- Ten spot, 1990
- Funeral at the movies, 1991
- Get your goat, 1992
- Pony express record, 1994
- 50,000 B.C., 1997

### Live-albums
- Your choice live series, 1993
- Live from home, 2009

### Ep
- Shudder to think, 1994

### Singles
- It was arson, 1988
- Catch of the day, 1990
- Medusa seven, 1990
- Hit liquor / No room 9, Kentucky, 1992 (7")
- Hit liquor, 1994
- X-French tee shirt / Shake your halo down, 1994 (7")
- S/T (live), 1994

### Soundtracks
- First Love, Last Rites, 1998
- Velvet Goldmine, 1998
- High Art, 1999

### Verzamelalbums
- F-R-5 (A compilation album), 1987
- State of the Union: D.C. Benefit Compilation, 1989
- Funeral at the movies/Ten spot, 1991
- O come all ye faithful (rock for choice), 1996